# A Chinese Ghost Story II
A Chinese Ghost Story II er en Hongkong film fra 1990 af Ching Siu-tung.

## Medvirkende
- Leslie Cheung som Ning Choi San
- Joey Wong som Ching Fung / Windy
- Michelle Reis som Yuet Chi / Moon
- Jacky Cheung som Chi Chau / Autumn
- Wu Ma som Yin Chek Hsia / Swordsman
- Ku Feng som Elder Chu
- Lau Shun som High priest
- Lau Siu-Ming som Lord Fu